# Victorin de Joncières

Victorin de Joncières

Victorin de Joncières (mit wirklichem Namen Félix-Ludger Rossignol; * 12. April 1839 in Paris; † 26. Oktober 1903 ebenda) war ein französischer Komponist und Musikkritiker.

## Leben
Joncières absolvierte seine Schulzeit am Lycée Bonaparte. Anschließend wurde er auf dem Pariser Konservatorium Schüler von Antoine Elie Elwart und Simon Leborne, verließ aber das Institut infolge eines Streits mit Leborne über Richard Wagner, zu dessen Verehrern er gehörte.
Anlässlich der Uraufführung von Wagners Oper Die Meistersinger von Nürnberg am 21. Juli 1868 reiste er nach München (Hoftheater) und vertrat auch als Musikreferent (für die Zeitung Liberté) Wagners Sache energisch.
Joncières’ Richtung war zu seiner Zeit die modernste, doch fehlt seinen Werken nach zeitgenössischen Urteilen die Reinheit des Stils.

## Ehrungen
- Ritter der Ehrenlegion (8. Februar 1877)

## Werke (Auswahl)
Opern
- Sardanapal (Libretto von Henry Becque nach Lord Byrons gleichnamigen Trauerspiel).[1]
- Les Derniers Jours de Pompéi (Libretto von Charles Nuitter und Alexandre Beaume, frei nach Edward Bulwer-Lyttons Roman Die letzten Tage von Pompeji).[2]
- Dimitri (Libretto von Henri de Bornier und Alexandre Silvestre, frei nach Friedrich von Schillers Demetrius).[3]
- La Reine Berthe (Libretto von Jules Barbier).[4]
- Johann von Lothringen (Le Chevalier Jean; Libretto von Louis Gallet und Édouard Blau).[5]
- Lancelot du Lac (Libretto von Louis Gallet und Édouard Blau).[6]

Weitere Werke
- Hamlet. Musique de scène.[7]
- Symphonie romantique. (UA Paris, 9. März 1873)
- Concerto pour violon. (UA Paris, 12. Dez. 1869)
- La Mer, ode symphonique. (UA 1881)